# Bactrocera calophylli
Bactrocera calophylli
 es una especie de díptero que Perkins y May describieron por primera vez en 1949. Bactrocera calophylli pertenece al género Bactrocera de la familia Tephritidae.